# Rechtsbehelf
Ein Rechtsbehelf ist ein in einem Verfahren rechtlich zugelassenes Gesuch, mit dem eine behördliche oder gerichtliche Entscheidung angefochten werden darf, damit diese aufgehoben oder geändert wird.
In Deutschland ist Rechtsbehelf der Oberbegriff zu Rechtsmittel. Ein Rechtsmittel ist ein Rechtsbehelf, mit dem erreicht werden kann, dass ein höheres Gericht die angefochtene Entscheidung nachprüft (Devolutiveffekt), was damit einhergeht, dass die formelle Rechtskraft der angegriffenen Entscheidung gehemmt wird (Suspensiveffekt).
Ausgehend vom lateinischen appellare „anrufen, anfechten, sich an ein anderes Organ wenden“, werden in den meisten Rechtssystemen Rechtsbehelfe unter dem Ausdruck Appellation zusammengefasst oder spezifischer geregelt.
Nach Artikel 8 der Allgemeinen Erklärung der Menschenrechte ist der „Anspruch auf einen wirksamen Rechtsbehelf bei den zuständigen innerstaatlichen Gerichten gegen Handlungen, durch die seine ihm nach der Verfassung oder nach dem Gesetz zustehenden Grundrechte verletzt werden“ ein elementares Menschenrecht.

## Allgemeine Merkmale
Rechtsbehelfe weisen verschiedene Merkmale auf, die zugleich ihrer Differenzierung dienen, etwa:
- förmlich oder formlos
- Beschränkungen zeitlicher bzw. wertmäßiger Art, Erfordernis der Zulassung oder unbeschränkt
- Einlegung bei der Stelle, von der die beanstandete Maßnahme ausgeht (iudex a quo bzw. Ausgangsbehörde), oder bei einer übergeordneten Stelle (vgl. iudex ad quem)
- Entscheidung durch die Stelle, von der die beanstandete Maßnahme ausgeht, oder durch eine übergeordnete Stelle (Devolutiveffekt)
- Hemmung des Vollzugs der beanstandeten Maßnahme (Suspensiveffekt) oder nicht
- ordentlich oder außerordentlich (z. B. Wiedereinsetzung, Wiederaufnahme)
- im Ergebnis ordentlich anfechtbar oder grundsätzlich endgültig.

## Einzelne Rechtsbehelfe

### Förmliche Rechtsbehelfe

#### Rechtsmittel
Rechtsmittel bezwecken zweierlei: Zum einen sollen sie die Rechtskraft der Entscheidung hemmen und zum anderen den Rechtsstreit vor das höhere Gericht bringen. Den anderen Rechtsbehelfen, die keine Rechtsmittel sind, fehlt zumindest eine dieser beiden Wirkungen.
- Berufung / Appellation: Die Überprüfung einer Entscheidung durch ein Appellationsgericht in einem weiteren Erkenntnisverfahren, also mit der Möglichkeit, neben der Überprüfung auf Rechtsfehler auch neue Beweise einzuführen; als reaktiver Rechtsbehelf kann die Anschlussberufung statthaft sein.
  - in Österreich können im Berufungsverfahren neue Beweise nur im Verwaltungs- oder Verwaltungsstrafverfahren, nicht aber auch im gerichtlichen Verfahren geltend gemacht werden
- Revision: die Überprüfung einer Entscheidung
  - beschränkt auf Rechtsfehler
  - mit oder ohne Selbstentscheidungsbefugnis des Revisionsorgans
- Kassation: Die Überprüfung einer Entscheidung auf Rechtsfehler ohne Selbstentscheidungsbefugnis, wobei in manchen Rechtsordnungen wie etwa Frankreich eine strikte Umfangsbegrenzung durch den Kassationsantrag herrscht (tantum devolutum, quantum appellatum – „[nur] so weit übertragen wie angefochten“). Üblich auch in Belgien und Bulgarien. Die Kassation bezeichnet auch eine Entscheidungstechnik, → kassatorische Entscheidung.
- Anschlussrevision – analog zu Anschlussberufung
- Rekurs: Sammelbegriff für devolutive Rechtsbehelfe, gerichtet an eine andere Organisationsebene wie Ministerium, Regierung oder Gericht
  - in Deutschland nicht mehr üblich
  - in Österreich für Rechtsmittel gegen gerichtliche Beschlüsse, also entscheidungsformabhängig
    - weiter aufsteigendes Rechtsmittel gegen Entscheidungen über Rekurse in Österreich (sofern zulässig): Revisionsrekurs

  - in der Schweiz insbesondere in Steuersachen[2]
  - in Italien gleichbedeutend mit Appellation

Rekurs heißt in der Schweiz das Rechtsmittel, mit dem die Verfügung (oder der Einspracheentscheid) einer Verwaltungsbehörde bei der ersten Rechtsmittelinstanz angefochten wird. Erste Rechtsmittelinstanz kann eine Verwaltungsbehörde (Gemeinderat, kantonales Departement, in Ausnahmefällen die Regierung) oder ein Gericht (Versicherungsgericht, Verwaltungsrekurskommission) sein. Die zuständige Rechtsmittelinstanz ist in der Rechtsmittelbelehrung einer Verfügung angegeben. Mit dem Rekurs können alle Mängel einer Verfügung gerügt werden (Unzuständigkeit, fehlerhafte Tatsachenfeststellung, Rechtswidrigkeit, Unangemessenheit). Es sind Formvorschriften und Fristen zu beachten.

#### Sonstige förmliche Rechtsbehelfe
- Einspruch/Widerspruch/Einsprache: Rechtsbehelf gegen öffentlich-rechtliche Entscheidungen auf verwaltungsinterne Überprüfung auf Rechtmäßigkeit und Zweckmäßigkeit
  - auch im Zivilprozess bei Entscheidungen mit öffentlich-rechtlichen Aspekten (etwa Zwangsvollstreckung) oder bei spezifischen Verfahren wie etwa Versäumnisurteil
  - in Österreich ausschließlich „Einspruch“: Rechtsmittel sowohl im gerichtlichen Strafprozess (gegen bestimmte Entscheidungen) als auch gegen Strafverfügungen im Verwaltungsstrafverfahren
- Beschwerde: Sammelbegriff für Rechtsbehelfe gegen prozessuale Entscheidungen, Entscheidungen in Nebenverfahren und Beschlüsse
- Erinnerung: gegen bestimmte Justizverwaltungsakte bzw. gegen Entscheidungen des Rechtspflegers, gegen die kein anderes Rechtsmittel nach den allgemeinen verfahrensrechtlichen Vorschriften zugelassen ist (befristete Rechtspflegererinnerung, § 11 Abs. 2 RPflG)
- Antrag auf gerichtliche Entscheidung, zumeist gegen behördliche Maßnahmen
- Arrest, Antrag auf Erlass einer Einstweiligen Verfügung, einer Einstweiligen Anordnung, Aussetzung der Vollziehung oder auf Anordnung der Aufschiebenden Wirkung: für vorläufigen Rechtsschutz
- Vorstellung: In Österreich Rechtsmittel gegen einen verwaltungsbehördlichen Mandatsbescheid
- Anhörungsrüge: In Deutschland ein Rechtsbehelf, mit dem spezifisch eine Verletzung des Rechts auf rechtliches Gehör geltend gemacht wird, als Unterfall der Verfahrensrüge ist sie förmlich als Bestandteil eines anderen förmlichen Rechtsbehelfs zu erheben oder in allen anderen Fällen subsidiär
- Ablehnungsgesuch
- Antrag auf Wiedereinsetzung in den vorigen Stand
- Antrag auf Wiederaufnahme des Verfahrens (in der Schweiz: Revision)
- Abänderungsklage
- Vollstreckungsgegenklage
- technische sonstige Rechtsbehelfe, insb.:
  - Tatbestandsberichtigung (vgl. § 320 ZPO)
  - Urteilsberichtigung (vgl. § 319 ZPO)
  - Urteilsergänzung (vgl. § 321 ZPO)

#### Außerordentliche Rechtsbehelfe
- Verfassungsbeschwerde zum Bundesverfassungsgericht[4]
- Die bei „greifbar rechtswidrigen“ Gerichtsentscheidungen im Zivilprozessrecht und Verwaltungsprozessrecht Deutschlands früher mögliche außerordentliche Beschwerde ist seit dem Inkrafttreten des Zivilprozessreformgesetzes vom 27. Juli 2001 nach ganz überwiegender Meinung[5][6][7] nicht mehr vorgesehen. Entsprechendes gilt im Finanzprozessrecht Deutschlands seit Inkrafttreten des § 133a FGO zum 1. Januar 2005[8] und im Arbeitsprozessrecht seit Inkrafttreten des § 78a ArbGG zum selben Datum[9] nach dem Gesetz über die Rechtsbehelfe bei Verletzung des Anspruchs auf rechtliches Gehör (Anhörungsrügengesetz) vom 9. Dezember 2004 (BGBl. I S. 3220) seit der dortigen Einführung der Anhörungsrüge (s. o.).
- Antrag auf Feststellung der Nichtigkeit eines Verwaltungsakts gemäß §44 VwVfG

### Formlose Rechtsbehelfe

#### Aufsichtsbeschwerden
- Fachaufsichtsbeschwerde: Anregung an die Fachaufsicht führende Behörde zu intervenieren
- Rechtsaufsichtsbeschwerde: Anregung an die Rechtsaufsicht führende Behörde zu intervenieren
- Dienstaufsichtsbeschwerde: Anregung an die Dienstaufsicht führende Behörde zu intervenieren, Beschwerde gegen Art und Weise dienstlichen Verhaltens

#### Sonstige formlose Rechtsbehelfe
- Gegenvorstellung: für formlose Einwände jeder Art, auch solche nicht rechtlicher Natur, gerichtet an das entscheidende Organ
- Petition: eine Eingabe an Ämter, Gerichte oder politische Institutionen in eigenen oder fremden Angelegenheiten, die auf Aufmerksamkeitsgewinnung und politische Einflussnahme abzielt, ohne Benachteiligungen befürchten zu müssen, die Petition kann auch an Organe adressiert werden, die die gerügte Entscheidung nicht getroffen haben
- Gnadengesuch

### Common Law
In Ländern mit einem Common-Law-System, also in dem gewohnheitsrechtlich etablierte Prinzipien Rahmen und Basis der Normsetzung und Gerichtsorganisation sind und neben positiv gesetztem Recht gelten, orientieren sich Rechtsbehelfe stark an Verfahren und Verfahrenszielen, da materielle Entscheidungsergebnisse weitere Verfahren dominieren. Zu nennen sind Rechtsbehelfsverfahren, die ebenfalls gewohnheitsrechtlich etabliert sind und vor allem appellativen Charakter haben (→ Devolutiveffekt). Der Rechtsbehelfsführer zielt darauf ab, dass ein übergeordnetes Gericht den Fall übernimmt, an sich zieht und – ggf. nach Verhandlung – in seinem Sinne entscheidet:
- Berufung und Petition als allgemeine Rechtsbehelfe, wobei meist eine Berufung an ein gerichtliches Organ gerichtet wird und eine Petition an ein politisches oder Exekutivorgan
- writ of certiorari – Kundgabe eines Gerichts, den Fall überprüfen zu wollen und meist inzidente Zulassung einer Berufung
- procedendo – Anordnung nach der Rechtsauffassung des Gerichts zu verfahren, oft verbunden mit Verweisung des Falles, nachdem dieser ausführlich gehört wurde
- quo warranto (lat.: mit welcher Befugnis?) – Legitimations-Appell mit dem Ziel den Adressaten vor Gericht zu zitieren, um seine Aktivlegitimation darzulegen, gilt auch für Exekutivorgane
- mandamus – gerichtliche Anordnung in qualifizierter oder allgemeiner Form, etwas zu tun, zu dulden oder zu unterlassen, die als Nebenverfahren zum Hauptfall oder isoliert betrieben werden kann; spezifische Formen sind:
  - alternative mandamus – meist initiale Anordnung, wonach der Adressat entweder ein bestimmtes Verhalten (Tun, Dulden, Unterlassen) zu wahren hat oder alternativ zu einem alsbald bestimmten Termin bei Gericht zu erscheinen und Gründe gegen die Anordnung vorzutragen
  - peremptory mandamus – definitive Anordnung an den Adressaten infolge von Verzug oder nach erfolgter Anhörung seiner Rüge, sie hebt die alternative Regelung aus
  - continuing mandamus – Anordnung auch an einen Dritten, meist mit Sicherungscharakter, umgehend bestimmte Maßnahmen zu treffen, um objektive Rechtsverletzungen zu vermeiden
- writ of prohibition – Zuständigkeitsrüge: zielt auf Verbot eines Gerichts an ein Organ, sich weiter mit dem Fall zu befassen und ggf. den Fall einem anderen zur Entscheidung zuzuordnen
- writ of habeas corpus – Haftprüfung

## Verbot der Verschlechterung (reformatio in peius)
Aus dem Petitionsgedanken heraus sollen Rechtsbehelfe dem Petenten helfen, und er mag durch ihren Gebrauch keine Nachteile befürchten. Dies bezieht sich vor allem auf Nachteile über die angefochtene Entscheidung hinaus. Bei einigen Rechtsbehelfen, insbesondere bei den Rechtsmitteln, ist auch die nachteilige Abänderung der angefochtenen Entscheidung unzulässig und mit einem relativen Verbot der reformatio in peius abgesichert.

## Deutschland
Man unterscheidet zwischen förmlichen und formlosen Rechtsbehelfen. Ein formloser Rechtsbehelf ist dabei immer formlos, fristlos und kostenlos. Ein förmlicher Rechtsbehelf muss oft zusätzliche Voraussetzungen aus den Verwaltungsverfahrensgesetzen der Bundesländer erfüllen, neben den Anforderungen der Verfahrensordnung, in der er normiert ist.

### Verwaltungsrecht
Verwaltungsrechtliche Entscheidungen müssen in Deutschland in der Regel mit einer Rechtsbehelfsbelehrung versehen werden, mit der über die Anfechtungsmöglichkeiten aufgeklärt wird. Ist die Rechtsbehelfsbelehrung fehlerhaft oder fehlt sie ganz, so bewirkt dies, dass die Frist, innerhalb der die Entscheidung angefochten werden kann, nicht zu laufen beginnt, an ihre Stelle tritt eine einjährige Ausschlussfrist. Ist in der Entscheidung darauf hingewiesen worden, dass kein Rechtsbehelf möglich sei, so gibt es keine Frist, und der Rechtsbehelf kann unbegrenzt eingelegt werden.

## Österreich
In Österreich ist generell nur die – in Deutschland als Unterbegriff des Begriffs Rechtsbehelf verwendete – Bezeichnung Rechtsmittel für jegliche Anfechtung einer gerichtlich oder verwaltungsbehördlich getroffenen Entscheidung üblich.
Entscheidungen der Verwaltungsbehörden (nicht der Gerichte!) müssen eine Rechtsmittelbelehrung enthalten. Die Folgen falscher oder fehlender Rechtsmittelbelehrungen sind differenziert und hängen vom jeweiligen Fehler ab.
Das Verbot einer reformatio in peius kennt das allgemeine Verwaltungsverfahren in Österreich nicht: Die Berufungsbehörde ist berechtigt, den angefochtenen Bescheid in jeder Richtung abzuändern, also gegebenenfalls auch zum Nachteil des Berufungswerbers. Das Verbot der reformatio in peius gilt allerdings im Verwaltungsstrafrecht.

## Schweiz
Ein Rechtsbehelf kann in der Schweiz gegen Akte der Verwaltung eingelegt werden, auch wenn keine förmliche Verfügung erlassen wurde. Es handelt sich entweder um eine Aufsichtsbeschwerde oder eine Wiedererwägung zur Anwendung. Diese als Rechtsbehelfe bezeichneten Instrumente sind im Gegensatz zu den Rechtsmitteln weder an eine besondere Form noch an eine Frist gebunden. Der Bürger/die Bürgerin kann sie bei der vorgesetzten Behörde der anordnenden Instanz ebenfalls einreichen, um einen erlassenen Akt aufheben oder abändern zu lassen.
Sie sind von den Rechtsmitteln zu unterscheiden.